# Mã não
Agat (a-gát), hay đá mã não, là một biến thể dạng vi kết tinh của thạch anh (silica), chủ yếu là canxedon, đặc trưng bởi các hạt mịn và màu sáng. Mặc dù agat có thể được tìm thấy trong nhiều loại đá khác nhau, chúng chủ yếu liên quan đến các đá núi lửa nhưng cũng có thể phổ biến trong một số loại đá biến chất nhất định.
Agat và canxedon có nhiều màu sắc khác nhau đã được sử dụng cách đây hơn 3.000 ở vùng sông Achates, ngày nay là Dirillo, ở Sicilia.
Tên gọi này được nhà triết học và nhà tự nhiên học người Hy Lạp Theophrastus đặt, ông đã phát hiện loại đá này dọc theo bờ sông Achates (tiếng Hy Lạp: Ἀχάτης) vào khoảng từ thế kỷ 4 tới thế kỷ 3 TCN. Agat là một trong những khoáng vật phổ biến nhất được sử dụng trong nghệ thuật khắc đá, và đã được khai quật ở một số điểm khảo cổ, điều đó cho thấy rằng chúng được sử dụng phổ biến trong thế giới cổ đại; như di chỉ khảo cổ ở Knossos, Crete minh họa cho văn minh Minos thời kỳ đồ đồng.